# Hygrochroma subvenusta
Hygrochroma subvenusta är en fjärilsart som beskrevs av Max Joseph Bastelberger 1907. Hygrochroma subvenusta ingår i släktet Hygrochroma och familjen mätare. Inga underarter finns listade i Catalogue of Life.